# Ђакомо Бала
Ђакомо Бала (итал. Giacomo Balla; Торино, 18. јул 1871 – 1. март 1958) био је италијански сликар, наставник уметности и песник најпознатији као кључни заговорник футуризма. На својим сликама приказао је светлост, кретање и брзину. Био је забринут за изражавање покрета у својим делима, али за разлику од других водећих футуриста, нису га занимале машине или насиље, а његова дела су тежила духовитом и хировитом.

## Биографија
Ђакомо Бала рођен је у Торину, у италијанском региону Пијемонт. Био је син фотографа  и као дете је студирао музику.
У деветој години, након смрти оца, одустао је од музике и почео радити у штампарији са техником литографије. До 20. године његово интересовање за визуелну уметност развило се до таквог нивоа да је одлучио да студира сликарство на локалним академијама, а неколико његових раних радова било је приказано на изложбама. Након академских студија на Универзитету у Торину, Бала се 1895. преселио у Рим, где је упознао и касније се оженио са Elis-ом Marcucci. Неколико година је радио у Риму као илустратор, карикатуриста и сликар портрета. 1899. његово дело било је изложено на Венецијанском бијеналу, а наредних година његова уметност била је приказана на великим изложбама у Риму и Венецији, као и у Минхену, Берлину и Диселдорфу, на Salon d'Automne у Паризу и на изложби у Ротердаму.
Око 1902. године предавао је дивизионистичке технике Умберту Бочонију и Ђини Северинију. Под утицајем Филипа Томаза Маринетија, Ђакомо Бала је усвојио стил футуризма, стварајући сликовити приказ светлости, покрета и брзине. Био је потписник Футуристичког манифеста 1910. Типично за његов нови стил сликања је Динамика пса на поводцу (1912) и његово дело Апстрактна брзина + звук из 1914 (Velocità astratta + rumore). 1914. године почео је да дизајнира футуристички намештај, као и такозвану футуристичку „антинеутралну“ одећу. Бала је такође почео да ради као вајар, стварајући 1915. познато дело под називом Boccioni's Fist, засновано на „линијама силе“ (Linee di forza del pugno di Boccion).
Током Првог светског рата, Балин студио постао је место окупљања младих уметника.
Године 1935. постављен је чланом римске Accademia di San Luca.
Бала је 1955. године учествовао у Документа 1 у Каселу.
Умро је 1. марта 1958.

## Значајна дела
Балова слика Улична светлост из 1909. године типизира његово истраживање светлости, атмосфере и покрета.
Балина најпознатија дела, попут његовог Динамика пса на поводцу из 1912. године, где настојања да се кроз сликарски медиј изрази покрет - а тиме и проток времена. Једна од главних Балиних инспирација била је хронофотографија Етјен-Жил Маре.
Балино дело из 1912. Рука виолинисте (The Hand of the Violinist)  приказује френетично кретање музичара и црпи инспирацију из кубизма и фотографских експеримената Мари и Едварда Мајбриџа.
У својој апстрактној серији Iridescent Interpenetration из 1912–1914, Бала покушава да одвоји доживљај светлости од перцепције објеката као таквих.
Апстрактна брзина + звук (1913–14) је студија брзине коју симболизује аутомобил. Првобитно је можда био део триптиха.
Балина серија Mercury Passing Before the Sun (Пролазак Меркура пред Сунцем) из 1914. године приказује транзит Меркура 17. новембра 1914. године преко лица Сунца. Бала је створио најмање десетак верзија и студија овог дела.

## Наслеђе
1987. године нека од његових уметничких дела била су изложена на Документа 8 , изложби модерне уметности и савремене уметности која се одржава сваких пет година у Каселу, Немачка.